# Joan Comella Carnicé
Joan Xavier Comella Carnicé (nascut a Vilanova de Segrià, Lleida, l'any 1963), és llicenciat i doctor en Medicina i Cirurgia per la Universitat de Barcelona i catedràtic de Biologia Cel·lular per la Universitat de Lleida i la Universitat Autònoma de Barcelona. Actualment és director de l'Institut de Recerca Sant Joan de Déu de l'Hospital de Sant Joan de Déu de Barcelona. Entre 2009 i 2022 fou director del Vall d’Hebron Institut de Recerca (VHIR). Des de 2022 és director de l'Institut de Recerca Sant Joan de Déu de l'Hospital de Sant Joan de Déu de Barcelona.

## Biografia

### Trajectòria
El seu inici com a investigador principal va ser com a director del Grup de Recerca en Neurobiologia Molecular de la Universitat de Lleida el 1991. El 2002 va assolir la càtedra de biologia cel·lular al Departament de Ciències Mèdiques Bàsiques de la mateixa universitat. L’any 2004 el seu grup de recerca es va traslladar a l'Hospital Universitari Arnau de Vilanova de Lleida, on va ser nomenat director del laboratori d'investigació, càrrec que va ocupar fins l’any 2007. Va ser director de l'Institut de Neurociències de la UAB del 2007 fins al 2009, quan fou nomenat director del Vall d’Hebron Institut de Recerca (VHIR), on va traslladar el seu grup de recerca. El 2023 fou nomenat director de l'Institut de Recerca Sant Joan de Déu.

### Recerca
Els seus treballs de recerca es fonamenten en l’estudi dels mecanismes de supervivència neuronal relacionats amb el desenvolupament de malalties neurodegeneratives. S'ha centrat en l'estudi dels mecanismes fisiopatològics implicats en les malalties degeneratives del sistema nerviós i en la recerca de noves dianes terapèutiques per tractar-les.
Compta amb més de 100 articles publicats en revistes internacionals, ha fet més d’un centenar de conferències i seminaris a institucions acadèmiques nacionals i internacionals, ha dirigit quasi una vintena de tesis i ha participat en nombrosos projectes finançats per la Generalitat de Catalunya, l'Estat Espanyol i la Unió Europea.
Com a docent, des del 2007 és catedràtic de Biologia Cel·lular a la Universitat Autònoma de Barcelona, on està centrat en estudis de tercer cicle i postgrau, i en la formació i direcció de tesis doctorals.

### Gestió científica
En l'àmbit de la gestió científica ha ocupat els càrrecs de vicerector de recerca i de postgrau a la Universitat de Lleida; director general de l'Agència Nacional d'Avaluació i Prospectiva(ANEP); director de la Fundació Espanyola per a la ciència i la tecnologia (FECYT); director de la Fundació Catalana per a la Recerca i la Innovació (FCRI). Va ser el secretari general de la Confederació de Societats Científiques d'Espanya (COSCE); coordinador científic de la participació espanyola a EATRIS(Infraestructura Europea de Medicina Translacional) de la Unió Europea. Ha estat professor del Master on Economy of the Science and Innovation (MESI) a la Barcelona Graduate School of Economics. Ha estat assessor i avaluador de la Comissió Europea en el Programa Marc V i d’organismes estatals de finançament (ANEP, DGICYT, FIS) i regionals (AGAUR); ha estat avaluador del programa nacional de la investigació de l'Argentina i les repúbliques franceses i avaluador de revistes científiques internacionals.

## Premis i reconeixements
En 2001 va rebre la distinció per a la Recerca de Joves Investigadors, atorgat per la Generalitat de Catalunya com a reconeixement a la seva carrera científica. L’any 2005 va rebre el Premi Nacional de la Fundació Pfizer per a la investigació bàsica, i el 2008 el premi Dr. Santiago Ramón y Cajal a la investigació bàsica de la Societat Espanyola de Neurologia. El 2017 va rebre el Premi Alfons de Borja dels Alumni Universitat de Lleida.